# Compartimento da Borborema
O Compartimento da Borborema é a denominação político-geográfica de parte do Planalto da Borborema que engloba 60 cidades da Paraíba monopolizadas por Campina Grande. O Compartimento da Borborema engloba 7 microrregiões conhecidas como Microrregião do Agreste da Borborema, Microrregião do Brejo Paraibano, Microrregião do Cariri, do Curimataú Ocidental e Oriental, do Seridó Ocidental Paraibano e do Seridó Oriental Paraibano.